# Eugène Boudin

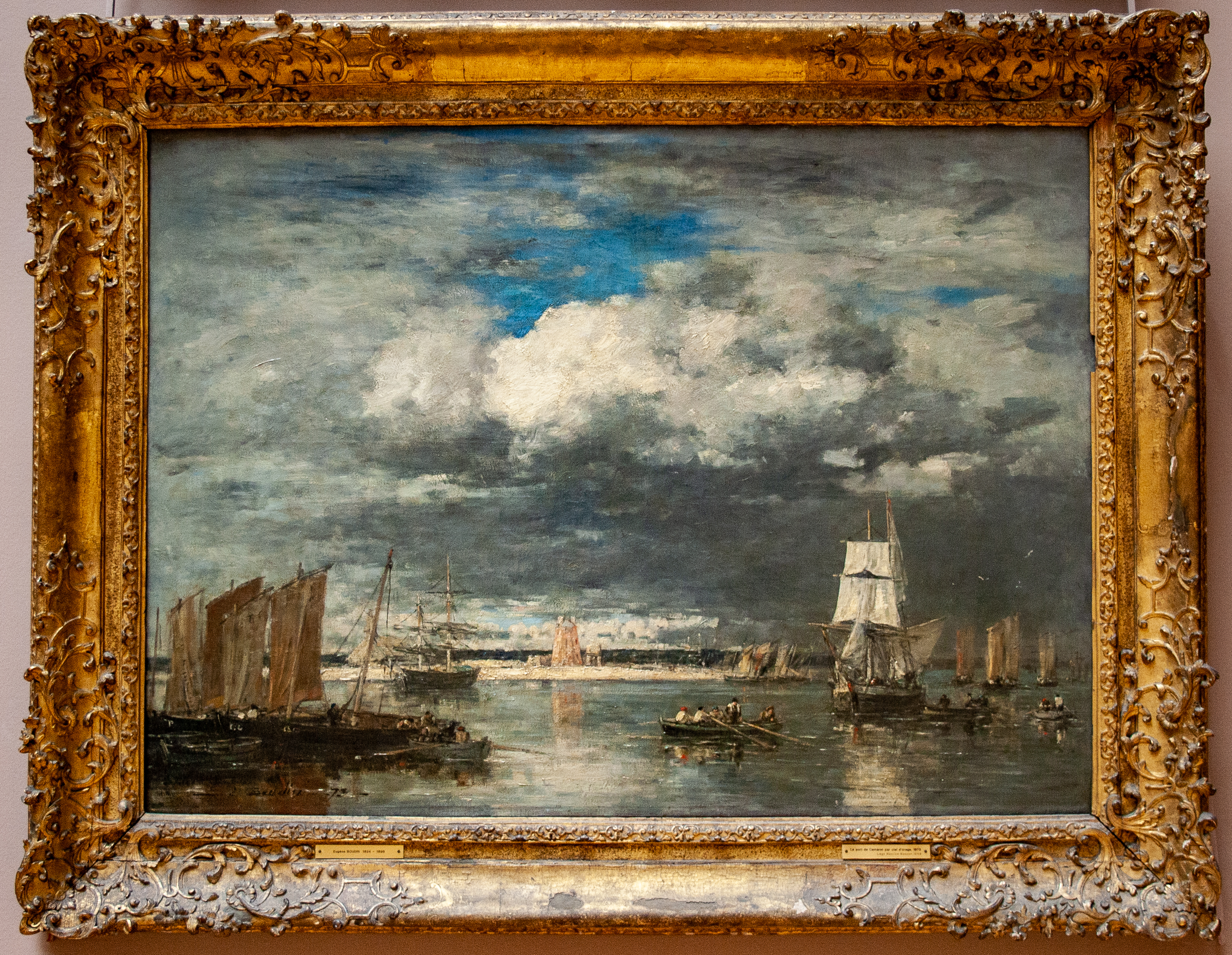
Camaret kikötője vihar idején - Boudin festménye Lille képtárában

Eugène Louis Boudin (franciául: [budɛ]; Honfleur, 1824. július 12. – Deauville, 1898. augusztus 8.) francia festő. Képein leginkább a francia tengerparti tájakat örökítette meg. A plein air festészet úttörője volt, az impresszionizmus egyik előfutárának tartják.

## Életpálya
10 évesen egy gőzhajón dolgozott, amely Le Havre és Honfleur között ingázott. Családjával 1835-ben költözött Le Havre-ba, ahol apja irodaszer és képkeret kereskedést nyitott. Önálló üzletet nyitott, egy kis írószerboltot, annak tulajdonosaként került kapcsolatba a festészettel. Több festő nála vásárolta kellékeit. Segítve a festők képeinek bemutatását, boltjában kiállításokat rendezett. Jean-François Millet, Jean-Baptiste Isabey és Thomas Couture arra ösztönözték, hogy kezdjen maga is festeni. 22 évesen Párizsba utazott, és teljes munkaidőben kezdett festeni. 1850-ben ösztöndíjjal a párizsi Képzőművészeti Akadémián tanult. Művészeti környezete Bretagne, Flandria és Normandia tengerpartjai. A 17. századi német  mesterek nagy hatással voltak rá.
1857 és 1858 között összebarátkozott az akkor csak 18 éves Claude Monet-val. Barátságuk, szakmai útmutatása alapján lett Monet impresszionista festő. 1859-ben Gustave Courbet bemutatta Charles Baudelairenek, aki segítette művészi debütálását. Az 1870-es években növekvő hírneve tette lehetővé, hogy tanulmányutakra indulhasson. Több kiállításon mutatták be műveit. 1889-ben a párizsi világkiállításon a szakmai zsűri aranyéremmel tüntette ki. 1892-ben művészi munkásságának elismeréseként a Francia Becsületrend lovagi fokozatát adományozták neki. Halálát követően Eugène Boudin-díjat alapítottak, amit egy alapítvány ad át az arra érdemesnek választott festőnek.

## Galéria

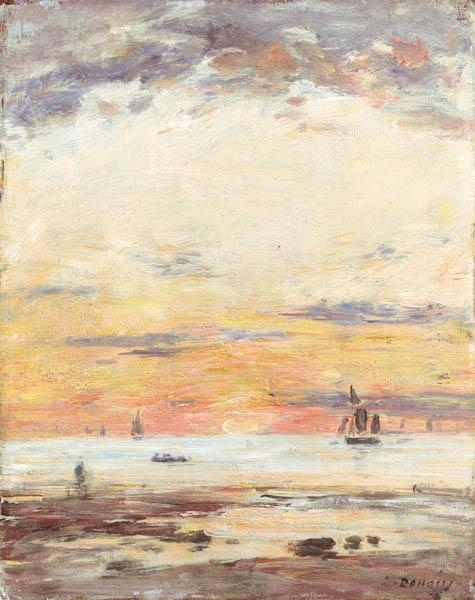
Apály napnyugtakor
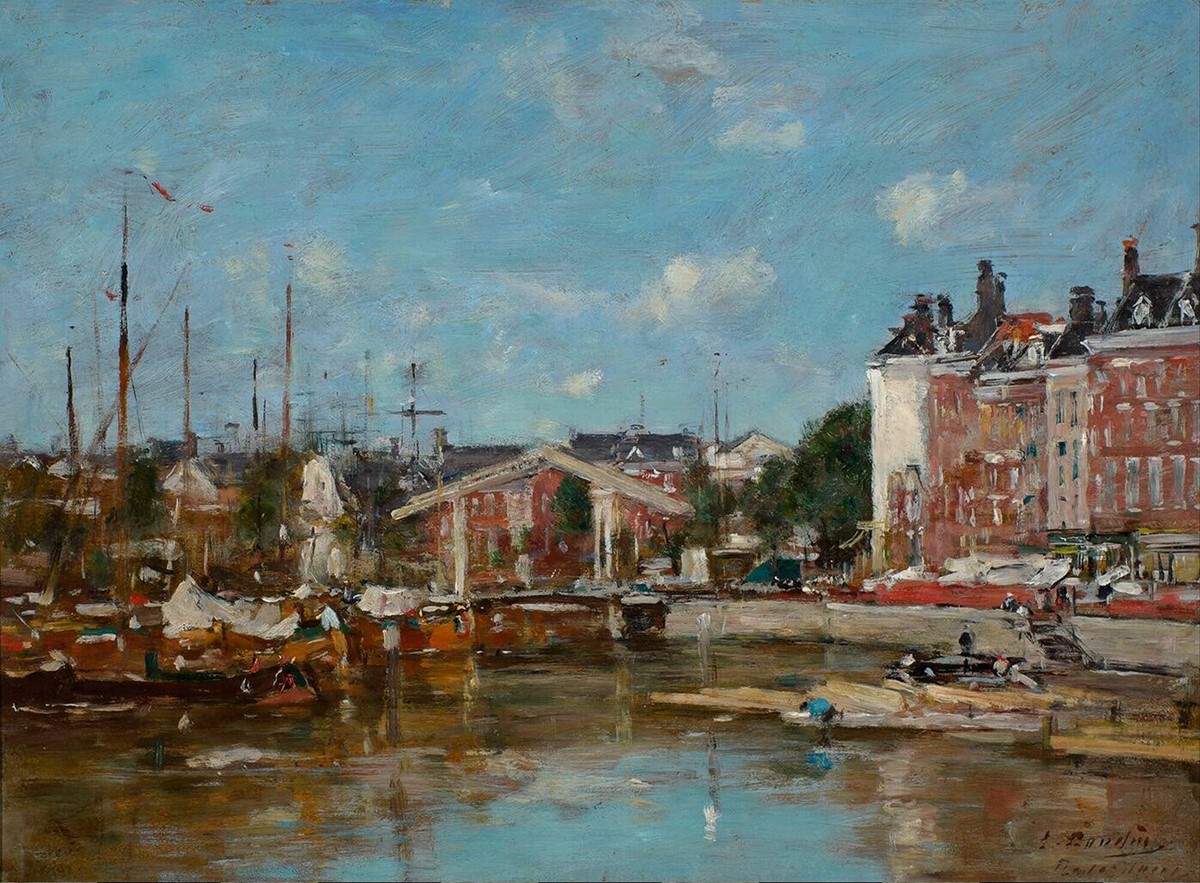
Leuvehaven, Rotterdam
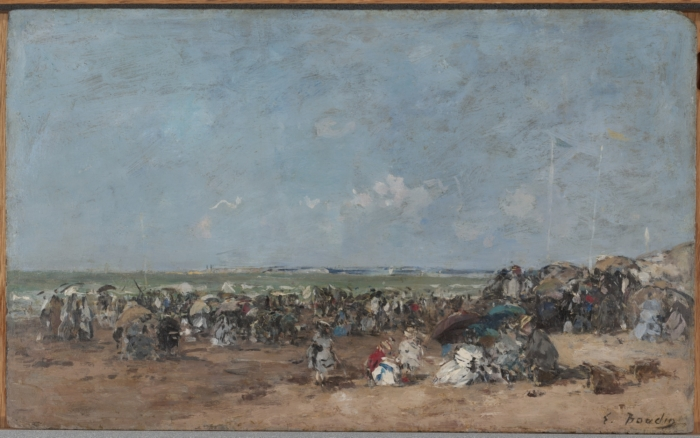
Tengerparti jelenet
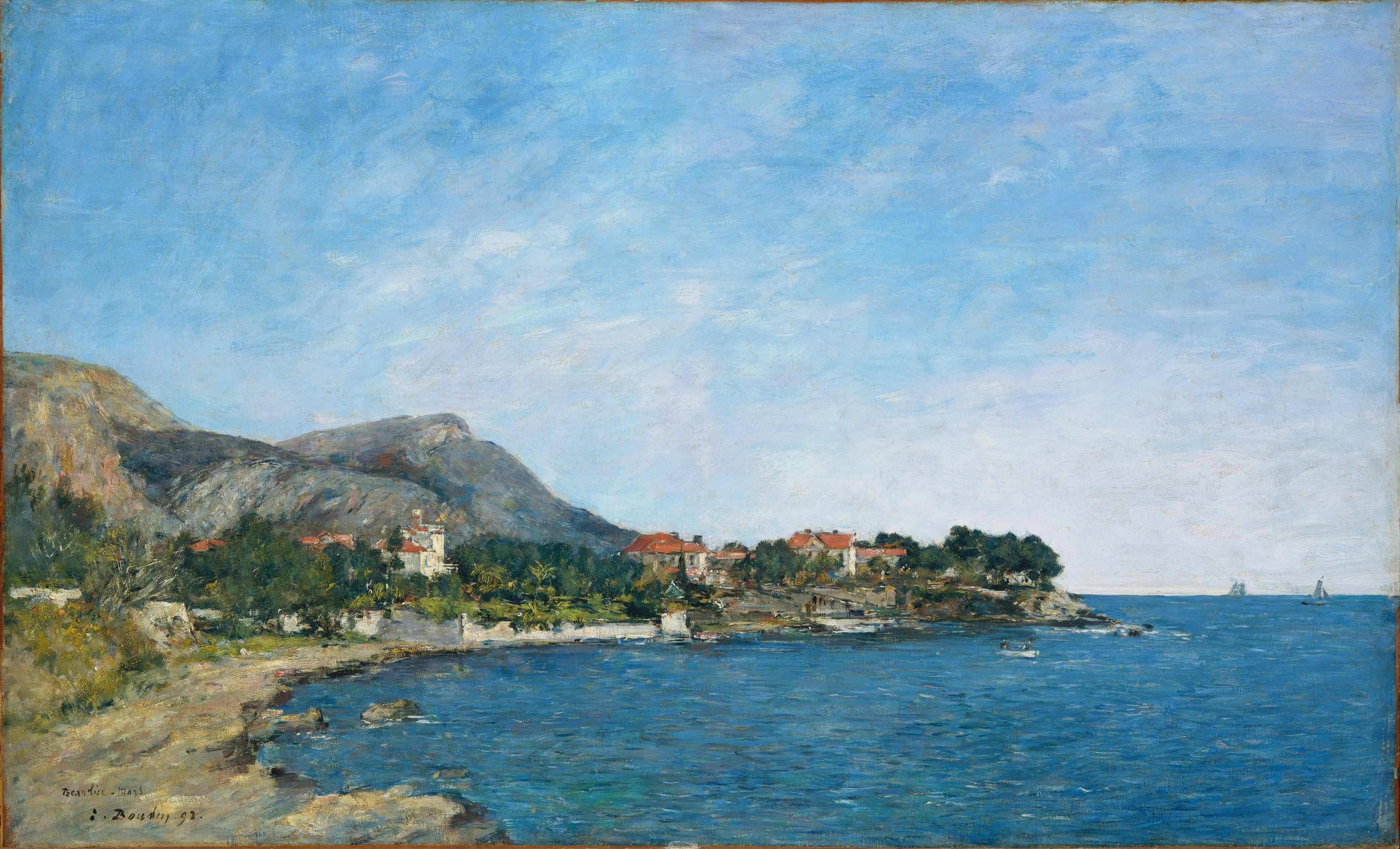
A fourmis-i öböl